# Luminotècnia fotogràfica
La luminotècnia és la ciència que estudia les diferents maneres de producció de llum, les seves característiques i el seu control i utilitat per finalitats específiques. En aquest cas en veurem l'aplicació en fotografia i conseqüenment en video. En ambdós àmbits serveix per a calcular la il·luminació necessària, aconseguir una exposició predeterminada i controlar l'efecte de les fonts lluminoses entre d'altres.

## Control de la llum[1]
És necessari tenir en compte una sèrie d'aspectes quan es volen realitzar fotografies en instal·lacions lluminoses. A tall d'exemple, calcular la il·luminació necessària en llocs públics que seran televisats (com estadis de futbol, concerts, passarel·les de moda...) o en cinema i determinar quins paràmetres ens ajudaran a aconseguir el tipus d'imatge que desitgem (tipus de diafragma, obturació, profunditat de camp, etc.). Per tal d'aconseguir-ho, és necessari calcular un seguit de magnituds que ens proporcionaran les eines per tal de controlar la llum a escena.

### Càlcul delflux lluminós
És molt important saber el flux lluminós de les làmpades que seran utilitzades per il·luminar l'espai desitjat. Moltes vegades el fabricant en comptes d'indicar el flux lluminós, indica el rendiment lluminós de la làmpada o làmpades en qüestió, a partir del rendiment es calcula el flux lluminós. En cas que no quedi indicat el rendiment lluminós de la làmpada, es pot realitzar un càlcul aproximat partint del tipus de làmpada utilitzada i el seu rendiment habitual.
| Tipus de làmpada                     | Rendiment habitual |
| ------------------------------------ | ------------------ |
| Làmpades d'incandescència domèstica  | 15                 |
| Làmpada d'incandescència fotogràfica | 18                 |
| Làmpada d'incandescència halògena    | 20                 |
| Làmpada d'halur metàl·lic            | 80                 |
| Làmpades fluorescents                | 36                 |

- Exemple pràctic: Sabem que el rendiment lluminós és el nombre de lúmens que es generen per cada watt (W) d'alimentació. Així doncs si una làmpada d'incandescència domèstica rendeix 18 lm/w, voldrà dir que té 2000 watts, aleshores emetrà; 2000 watts x 18 = 36.000 lúmens.

### Càlcul de la intensitat[2]
El reflector on se situa la làmpada modifica geomètricament la direcció de la llum. Les corbes fotomètriques són la representació gràfica del comportament de la llum. Aquestes mostren les diferents característiques relacionades amb la naturalesa de la font, el tipus de reflector, l'òptica i el disseny de les lluminàries. Les corbes de distribució de la intensitat lluminosa són corbes polars obtingudes en laboratoris que descriuen la direcció i intensitat de la llum entorn el centre de la font lluminosa.
Les línies radials indiquen l'angle sobre l'eix, 0 graus just a davant de la làmpada. La corba indica la intensitat (candeles) que hi ha en la direcció del radi que talla. Les línies circulars són les candeles. Per tant, per saber la intensitat emesa en una direcció cal que es multipliqui el nombre de candeles llegides en el semicercle on es talla la corba fotomètrica pel nombre de lúmens emesos per la làmpada.

### Càlcul de la il·luminació
Si coneixem la intensitat (en candeles), el lux (unitat de mesura de la il·luminació que equival a un flux d'un lumen), es calcula dividint aquesta intensitat entre el quadrat de la distància.
- Exemple pràctic: si disposem la llum a 6 metres a una intensitat de 30 graus, hem de dividir aquest número per 6 al quadrat (36), això ens resulta 4889 luxs. Segons Lambert la quantitat de llum que caigui sobre un pla dependrà de l'angle que guarda el pla i la llum, L'efecte Lambert té una sèrie de conseqüències quan s'utilitzen llums distanciades de la càmera.

### Estimació de l'exposició
Normalment en fotografia s'obté un valor de diafragma a partir d'una distància de referència i una sensibilitat ja donada. A partir d'aquest valor es pot fer una estimació de l'exposició.
- Exemple pràctic; imaginem que tenim 100/21 ISO i una distància de referència d'1 metre, sabem que a aquesta distància la il·luminació de la làmpada és de 320000 luxs. El valor d'exposició que li correspon és de gairebé 17. A partir d'aquí podem plantejar-nos diferents números de diafragma com a referència. Per exemple, per un t:1/60 correspon un f/45, aquest número ens servirà de número guia. Seguidament per fer una aproximació de diafragma amb qualsevol altra distància de la làmpada tan solament hem de dividir la distància, imaginem 6 metres, entre el número guia F/45, el resultat és f/7.5. Tot això tenint en compte que hem de mantenir la sensibilitat determinada, el temps d'obturació fixat i una distància que servirà de referència, en aquesta equació era 1 metre.

## Control de l'efecte d'una font lluminosa[3]

### Variació d'incidència
- Vertical o horitzontal. Una font de llum pot estar a sobre, a sota del motiu o en una posició intermediària.
- Davant, darrere del motiu o en una posició intermediària.
La variació d'incidència depèn de la direcció de la llum:

#### DIRECCIÓ DE LA LLUM
Cada tipus de direcció adquireix un significat en concret, l'efecte que crea es pot relacionar amb una idea. Això és gràcies al seu caràcter subjectiu, a tall d'exemple, un personatge pot despendre amabilitat, antipatia, rebuig, etc. depenent de com estigui il·luminat. Existeixen cinc tipus de possibles direccions extremes d'il·luminació.
1. Il·luminació frontal: Quan la font d'il·luminació artificial es troba davant de la càmera o bé darrere però molt a prop de l'eix d'aquesta. Es tracta d'una il·luminació plana que no modela el motiu, l'ombra s'amaga darrere del motiu i no hi ha presència de dimensió. Sovint s'utilitza quan en fotografies a color es vol reproduir correctament els colors sense alterar-ne els efectes. La il·luminació del flaix produeix aquest tipus efecte.
2. Il·luminació posterior: Il·luminació de contrallum. El motiu en primer pla queda fosc, sense detalls, només es pot observar la silueta. Si la font és intensa, es produeix un efecte semblant al que es produeix a un eclipsi de sol. Si la il·luminació frontal aplana el motiu, la posterior li dona més cos i en diferencia molt notablement el fons del motiu.
3. Il·luminació superior i zenital: Llum que prové de sobre el motiu, aquesta produeix ombres molt destacades. S'utilitza molt comunament al teatre per aïllar o destaca un actor en un moment d'importància de l'obra, per ressaltar-ne les virtuts de la força o de caràcter del personatge.
4. Il·luminació inferior o nadir: La llum prové de la part inferior, de sota del motiu. Es tracta d'una il·luminació molt utilitzada en escenes de terror, per tal de destacar el caràcter malèfic o diabòlic del personatge.
5. Il·luminació lateral: Destaca la corporeïtat del model. Es produeix un fort contrast entre el lateral il·luminat amb el que no ho està. Aquesta llum destaca la textura del motiu il·luminat i ens n'ofereix certa ubicació a l'espai.

### Variació de la distància
- Segons si la font s'acosta o s'allunya al motiu.

### Variació de la intensitat
- Sigui per l'aplicació de pantalles, l'ús de filtres, de "dimmers" o bé de làmpades de diferent intensitat.

### Variació de difusió
- Afegint pantalles difusores o bé canviant el tipus de pantalla es pot controlar la suavitat i l'extensió de la llum.

### Variació del color
- La llum que la font produeix es pot tenyir de colors mitjançant filtres interposats davant de la pantalla, com també podem controlar la temperatura del color de la font.

## Funcions bàsiques d'il·luminació
Aquestes són les funcions bàsiques quant a il·luminació del motiu i el fons, tanmateix hem de tenir en compte que a partir d'aquestes podem jugar combinant-les entre elles. La il·luminació de llum artificial està pensada perquè a dins del sistema bidimensional de reproducció fotogràfica normal, l'observador pugui percebre la idea de tres dimensions.

### Il·luminació principal
Es tracta del tipus de llum que predomina per sobre de totes les altres que incideixen al mateix lloc i al mateix moment. Aquesta produeix llums molt destacades i les ombres més denses, per aquest motiu és el tipus de llum que guia la mirada de l'observador per la imatge. Es tracta d'una funció expressiva i subjectiva. Molts fotògrafs i cinematògrafs l'utilitzen com a recurs per remarcar valors o aspectes que volen destacar de la seva obra. Té la funció de modelar.

### Il·luminació modeladora
L'ull humà no és capaç de registrar al mateix temps la zona de llum molt destacada i a la vegada la zona d'ombres molt denses, aquí sorgeix la importància de la llum modeladora. Aquesta, suavitzarà les zones d'ombres denses que la il·luminació principal crea, sense anul·lar les ombres del tot. Per tal que la il·luminació modeladora no produeixi ombres accentuades, és necessari que sigui molt més dèbil i difusa que la il·luminació principal.
La intensitat d'aquesta il·luminació es pot controlar variant la distància d'aquest respecte el motiu a fotografiar, com ja hem dit. Tanmateix és més convenient modificar la intensitat de la font, canviant la potència de la làmpada utilitzada, o bé utilitzant difusors o pantalles davant de la llum.
Moltes vegades s'utilitza una sola làmpada que fa la funció d'il·luminació principal, aleshores s'utilitza algun altre tipus de reflector blanc o metal·litzat. Aquest reflector realitzarà el paper de segona font de llum. Cal tenir en compte que la llum que prové d'un reflector és sempre molt dèbil i difusa i pot esdevenir insuficient, encara que faci el paper d'il·luminació modeladora.

### Il·luminació d'efecte
A part de la il·luminació principal i de la modeladora, normalment se n'utilitza una tercera, la il·luminació d'efecte. Aquesta produeix una zona ben delimitada de gran densitat lluminosa, molt útil per remarcar o ressaltar detalls d'interès estètic. Aquest toc de llum atribueix a la fotografia un aspecte professional molt notable. S'utilitza molt en retrats (sobre el rostre del model o el cabell).
En definitiva, la il·luminació d'efecte afegeix brillantor i llum localitzada, modelant el motiu i donant valor a les zones d'aquest. Cal remarcar que la il·luminació d'efecte d'incidència posterior té la virtut de "desenganxar" el model, el motiu, del fons.

### Il·luminació de fons
El fons, en el cas de la llum artificial, és de vital importància, ja que es pot manipular i controlar, ens ofereix un nombre de possibilitats molt extens de contrast i efecte entre el mateix i el motiu o personatge a fotografiar. Pot ser necessari un fons neutre o ben el contrari. De totes maneres, l'objectiu principal de la il·luminació de fons és diferenciar el primer pla del fons.
Per controlar el fons serà necessari un focus o molt millor un projector. Un reflector no té la intensitat necessària i tanmateix no es pot controlar el seu angle d'il·luminació. Contràriament el projector permet un control absolut dels efectes, es pot modificar l'enfocament de la làmpada, alterar-se la incidència de la llum respecte a el fons i fins i tot es poden utilitzar plantilles per sobre del projector amb l'objectiu de projectar ombres al fons.
La densitat de la il·luminació dels fons pot ser menor o major que la del primer pla. En el primer cas s'obtindrà una fotografia normal mentre que en el segon cas el resultat serà una silueta amb un suau contrallum, en el cas que es volgués un contrallum total aleshores s'ha de disposar un focus al fons que il·lumini cap a la càmera.